# Hươu sừng ngắn
Hươu sừng ngắn hay hươu nhỏ, hươu con (tên khoa học: Mazama) là một chi động vật có vú trong họ Hươu nai, bộ Guốc chẵn. Chi này được Rafinesque miêu tả năm 1817. Loài điển hình của chi này là Mazama pita Rafinesque, 1817 (syn. Moschus americanus Erxleben, 1777).
Hươu sừng ngắn gồm những loài hươu có kích thước nhỏ và được tìm thấy ở bán đảo Yucatán ở miền Trung và Nam Mỹ và các đảo Trinidad. Hầu hết các loài chủ yếu được tìm thấy trong rừng. Chúng bề ngoài tương tự như linh dương hoẵng châu Phi và mang châu Á nhưng lại không hề liên quan. Có khoảng mười loài trong nhóm này.

## Tên gọi
Tên gọi quốc tế của những loài thuộc chi này là brocket deer. Brocket bắt nguồn từ tiền tố chiết tự broc trong tiếng Pháp cổ, có nghĩa là nhánh trên sừng hươu đực. Những loài thuộc chi này có sừng ngắn, nhỏ, thẳng, chỉ dài khoảng 10 cm. Vì thế được đặt tên là hươu sừng ngắn.

## Đặc điểm
Tùy thuộc vào loài, hươu sừng ngắn để vừa với các cơ quan có màu đen và đôi tai lớn. Chiều dài đầu và cơ thể là khoảng 60–144 cm (24–57 in), chiều cao đến vai là 35–80 cm (14–31 in) và chúng thường nặng 8–48 kg (18-110 lb), mặc dù một số loài lớn có cân nặng lớn như 65 kg (140 lb). Gạc chúng nhỏ, gai đơn giản. Bộ lông thay đổi từ màu đỏ, nâu xám. Loài này có thể được chia thành bốn nhóm dựa trên kích thước, màu sắc và môi trường sống.
Ngoài việc là loài ăn đêm và kích thước nhỏ đồng thời chúng nhút nhát và do đó hiếm khi quan sát được. Chúng được tìm thấy trong tình trạng sống một mình hoặc theo cặp giao phối trong lãnh thổ nhỏ riêng, ranh giới thường được đánh dấu với nước tiểu, phân, hoặc dịch tiết từ các tuyến mắt. Khi chạm trán với động vật ăn thịt (chủ yếu là báo sư tử và báo đốm) chúng sẽ ẩn trong thảm thực vật. Cũng giống như những động vật ăn cỏ khác, chế độ ăn uống của chúng bao gồm lá, hoa quả được tìm thấy trong lãnh thổ của chúng.

## Danh sách loài
- Hươu sừng ngắn
  - Chi Mazama

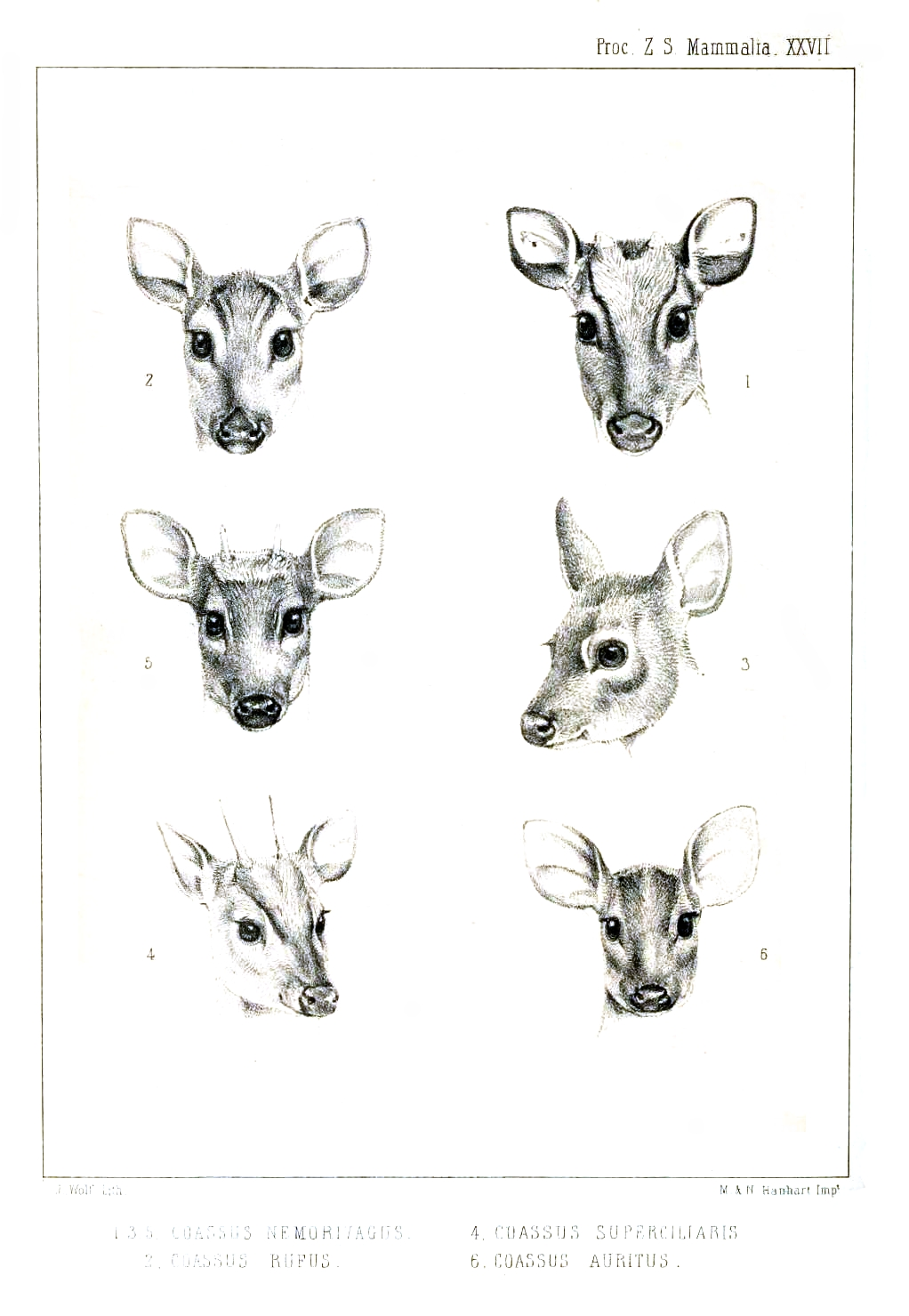
Hình vẽ mô tả đầu hươu sừng ngắn

- Hươu sừng ngắn lông đỏ (Mazama americana).
- Hươu sừng ngắn lông đỏ thân nhỏ or Bororo (Mazama bororo)
- Hươu sừng ngắn Merida (Mazama bricenii)
- Hươu sừng ngắn thân lùn (Mazama chunyi).
- Hươu sừng ngắn lông xám (Mazama gouazoubira).
- Hươu sừng ngắn thân bé (Mazama nana).
- Hươu sừng ngắn lông nâu Amazon (Mazama nemorivaga).
- Hươu sừng ngắn lông nâu Yucatán (Mazama pandora).
- Hươu sừng ngắn lông đỏ Ecuador (Mazama rufina).
- Hươu sừng ngắn lông đỏ Trung Mỹ (Mazama temama).